# استراتواریوس
استراتواریوس (به فنلاندی: Stratovarius) نام یک گروه پاور متال فنلاندی است که در سال ۱۹۸۴ میلادی شکل گرفت. سبک موسیقی گروه پاور متال و سمفونیک متال است. استراتو واریوس تا به امروز موفق به فروش ۲٫۵ میلیون نسخه از آلبوم‌های خود شده است.
استراتواریوس اولین بار با نام بلک واتر در فنلاند به سال ۱۹۸۴ میلادی شکل گرفت، اعضای تشکیل دهنده گروه در آن زمان تومو لاسیلا، اشتفان اشترالمن و یان ویروا بودند. در سال ۱۹۸۵ دو اتفاق مهم برای گروه رخ داد، تغییر نام گروه به استراتو واریوس که ایده اشترالمن بود و جانشینی اشترالمن با تیمو تولکی. تولکی پس از پیوستن به گروه وظیفه نوازندگی گیتار، خواننده همخوان و خواننده اصلی و همچنین آهنگسازی را بر عهده گرفت. با آمدن او به گروه سبک موسیقی گروه حال و هوای نئو-کلاسیکال متال را نیز پیدا کرد. در سال ۱۹۸۹ اولین آلبوم گروه به نام شب ترس با همکاری تولکی ، لاسیلا ، ایکونِن و لِنتونِن به بازار ارائه شد. در سال ۱۹۹۰ لنتونن از گروه جدا شد. در آلبوم زمان طلوع خورشید که در سال ۱۹۹۲ به بازار ارائه شد ، تولکی هم نوازندگی گیتار الکتریک و هم گیتار بیس را بر عهده داشت. اگرچه در جلد کاست یاری بِم به عنوان نوازنده گیتار بیس معرفی شده بود ، اما او تنها در اجراهای زنده گروه حاضر بود. در سال ۱۹۹۲ یاری بِم نیز از گروه اخراج و و یاری کاینولاینِن به عنوان نوازنده جدید گیتار بیس به گروه پیوست. گروه در سال ۱۹۹۴ آلبوم فضای خیال را به بازار ارائه نمود. تا سال ۱۹۹۴ گروه سه آلبوم با خوانندگی تولکی به بازار ارائه نموده بود. در سال ۱۹۹۵، تیمو کوتیپلتو به عنوان خواننده جدید به گروه پیوست و از آن زمان تولکی به عنوان همخوان ایفای نقش نمود. تغییر سبک گروه در آلبوم بُعد چهارم در سال ۱۹۹۵ باعث اختلاف و جدایی تومو لاسیلا و آنتی ایکونِن از گروه شد. در سال ۱۹۹۶ یورگ مایکل و ینس یوهانسون به عنوان درامر و کیبوردیست جدید به گروه پیوستند و از آن زمان دوران کسب موفقیت گروه در حوزه بین المللی نیز آغاز شد.
با آغاز سده جدید میلادی، اختلافاتی در گروه پدیدار شد که باعث جدایی کوتاه مدت کوتیپلتو از گروه گردید. در سال ۲۰۰۵، یاری کاینولاینن نوازنده با سابقه گیتار بیس از گروه اخراج و لاری پورا جایگزین وی شد.
سال ۲۰۰۸ تیمو تولکی نیز از گروه جدا شد و ماتیاس کوپیاینن جانشین او شد. داستان جدایی تولکی بدین قرار بود که در چهارم مارچ ۲۰۰۸ تیمو در سایت شخصی خود خبر جدایی از گروه را داد، او علت را وجود اختلافات داخلی در گروه عنوان کرد و افزود که پورا و یوهانسون تنها حامیان او در گروه بودند و یورگ مایکل تنها عضو گروه است که با او مشکل دارد. او سپس افزود که کوتیپلتو لایق‌ترین فرد برای رهبری گروه است. پس از آن مابقی اعضای گروه داستان را از زبان خود بازگو کردند و عنوان کردند که گروه همچنان پابرجاست اما تولکی دیگر نقشی در آن ندارد. پس از جدایی تولکی، گروه دو آلبوم در سال های ۲۰۰۹ و ۲۰۱۱ به بازار ارائه نمود. در پایان سال ۲۰۱۱، یورگ مایکل به دلایل شخصی از گروه جدا شد و تور خداحافظی باشکوهی نیز برای او برگزار گردید. در سال ۲۰۱۲، رولف پیلوه به عنوان درامر جدید گروه معرفی شد.
استراتو واریوس تا به امروز موفق به ضبط ۱۲ آلبوم استودیویی و ۱۶ آلبوم تک و ای پی شده است.

## نگارخانه

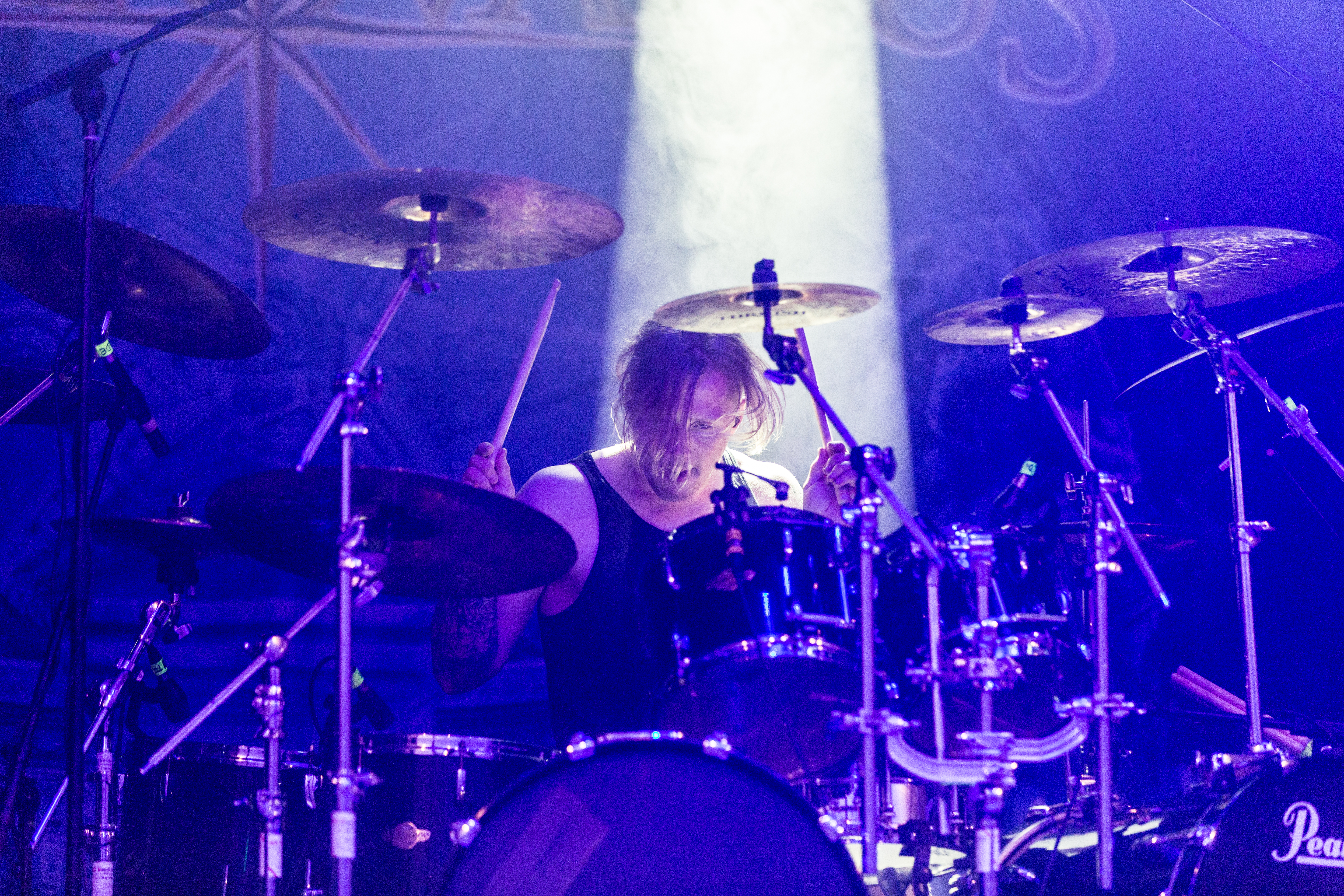
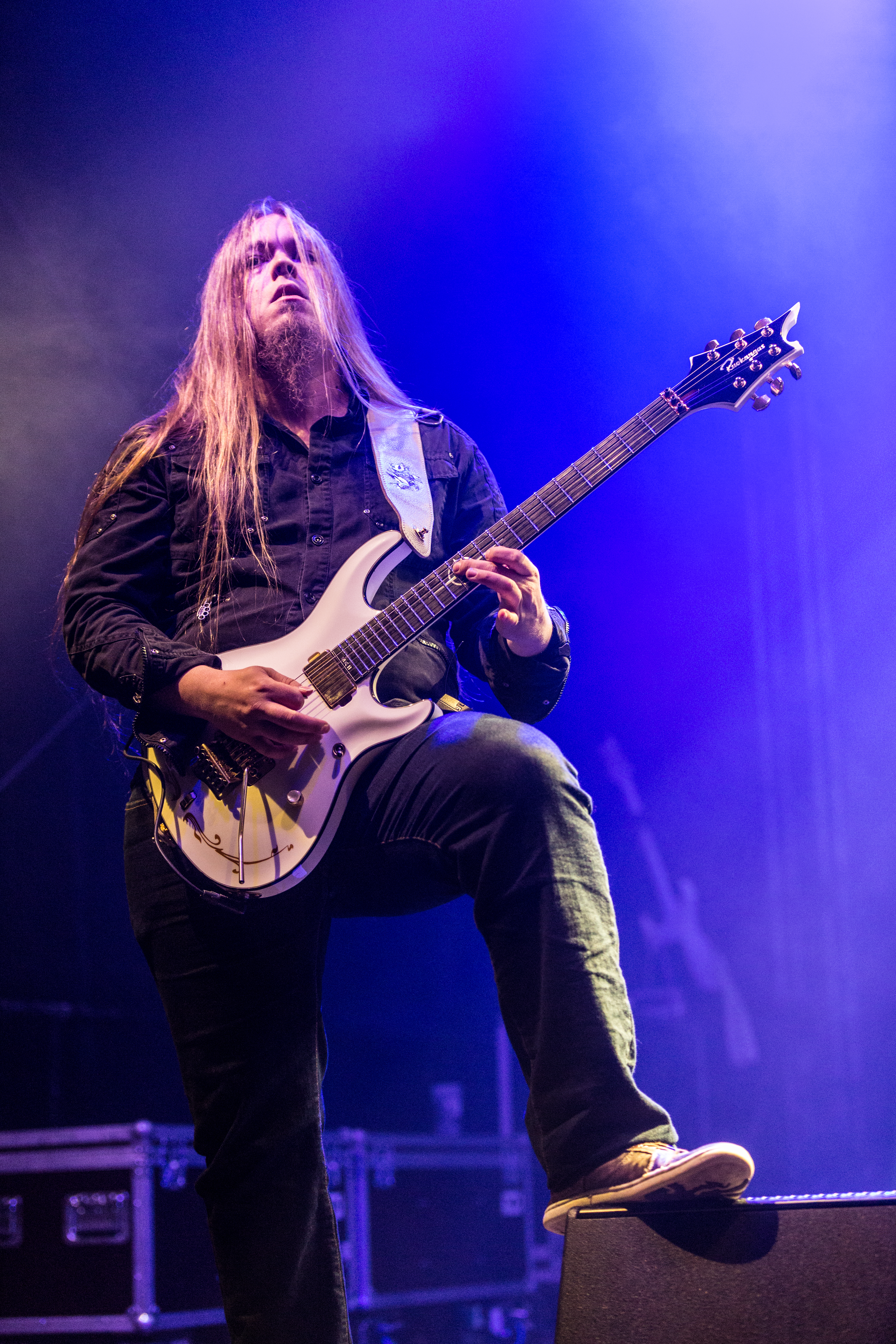
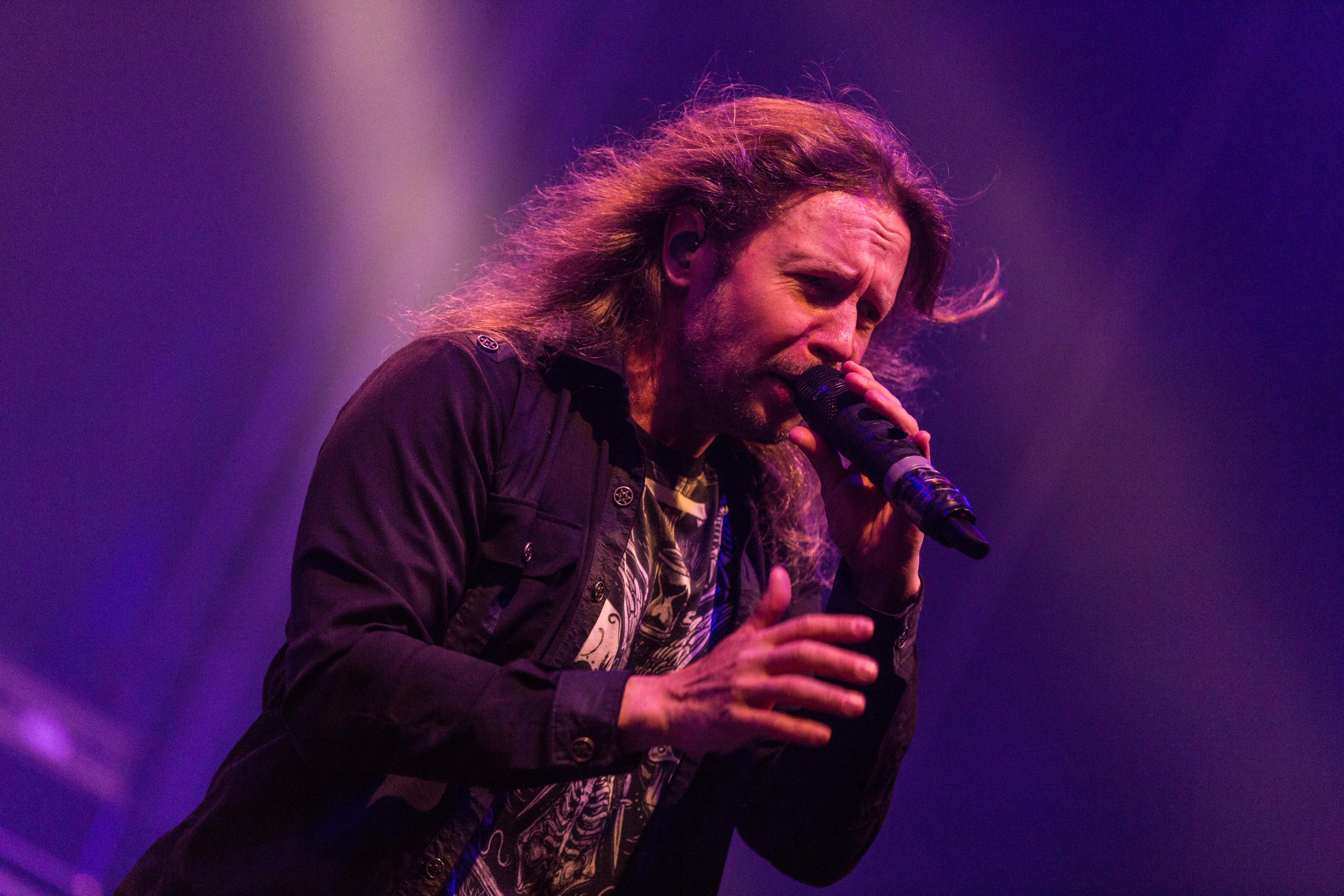
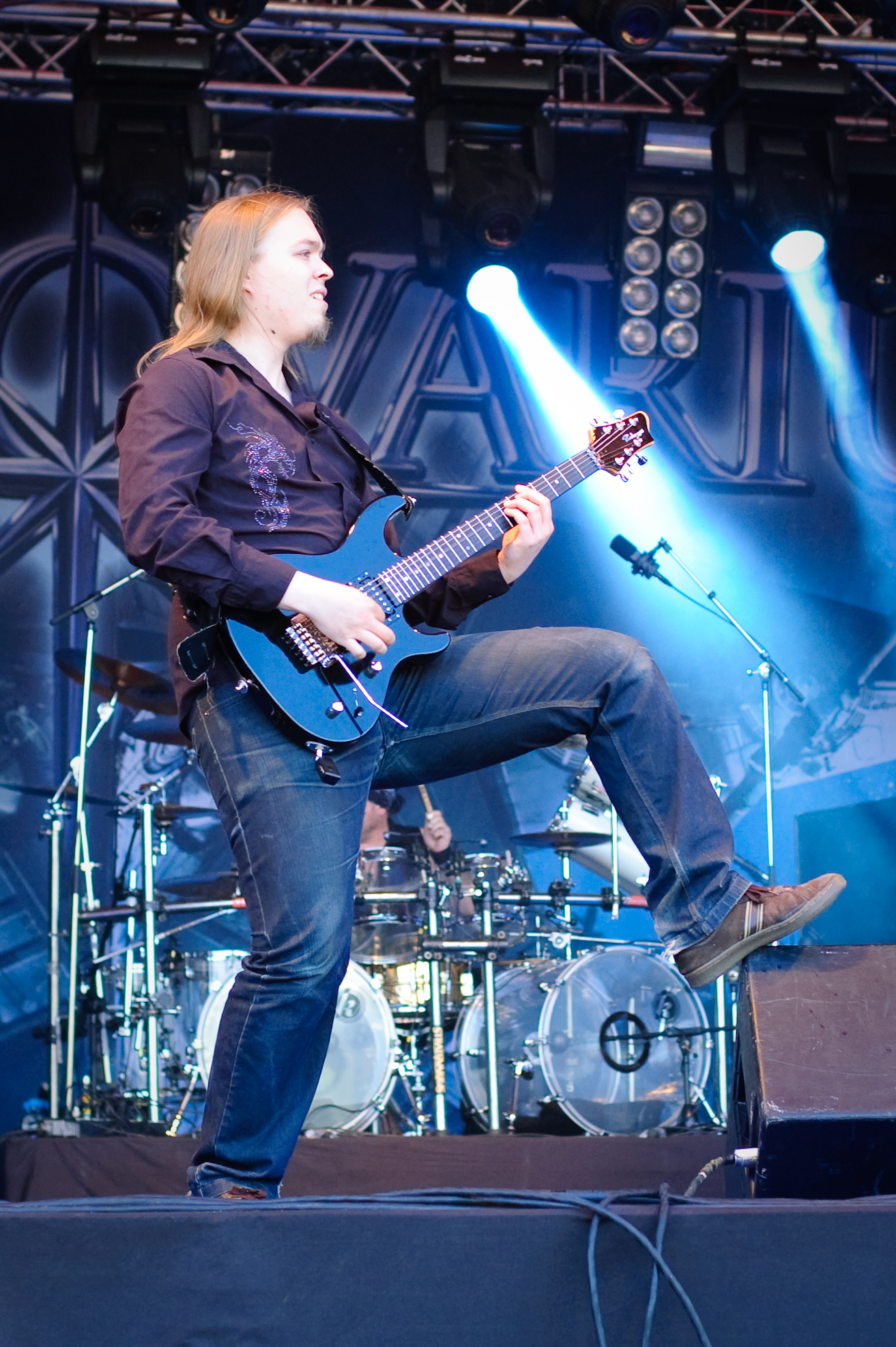
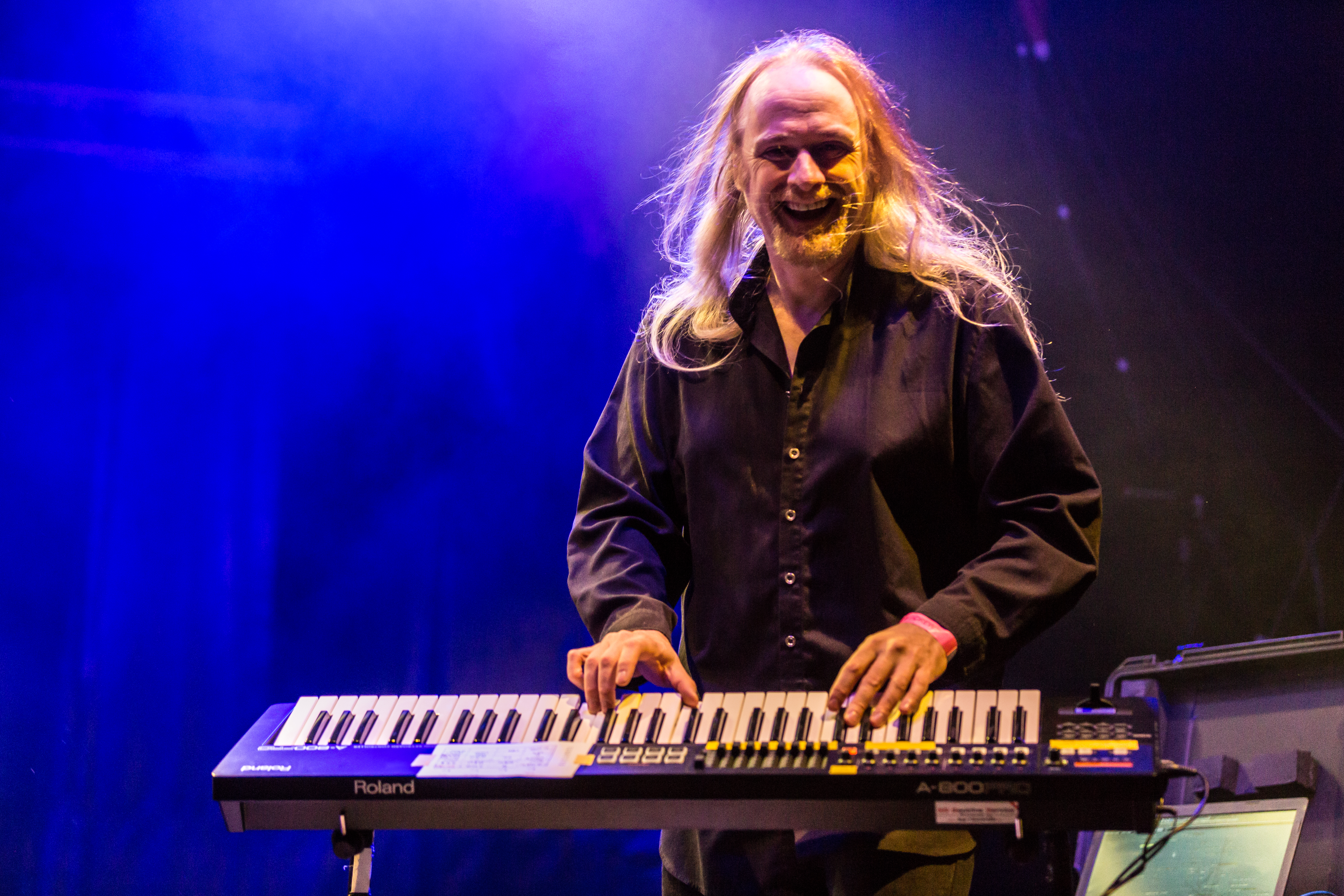
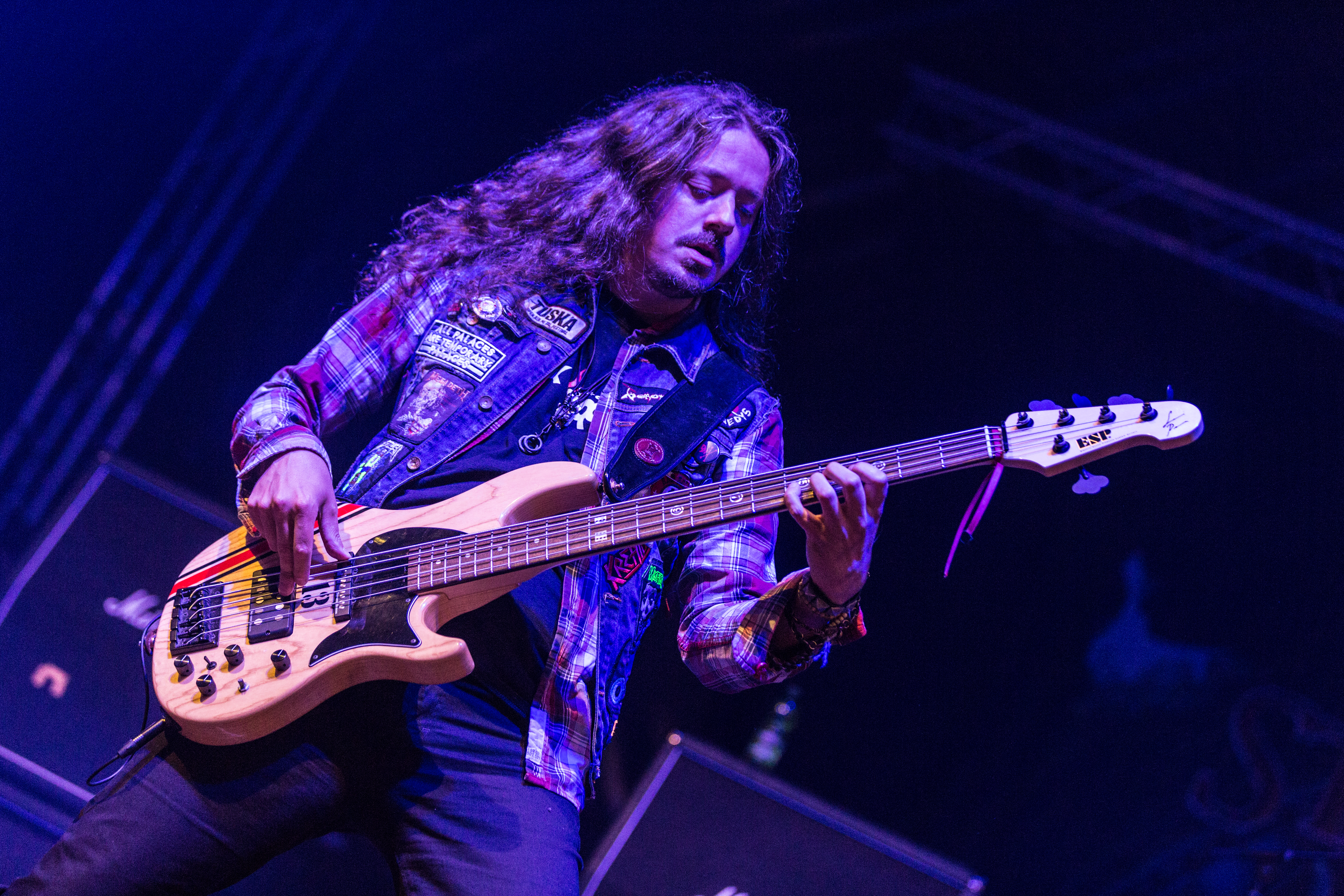